# Sellin (Rügen)
Pour les articles homonymes, voir Sellin.

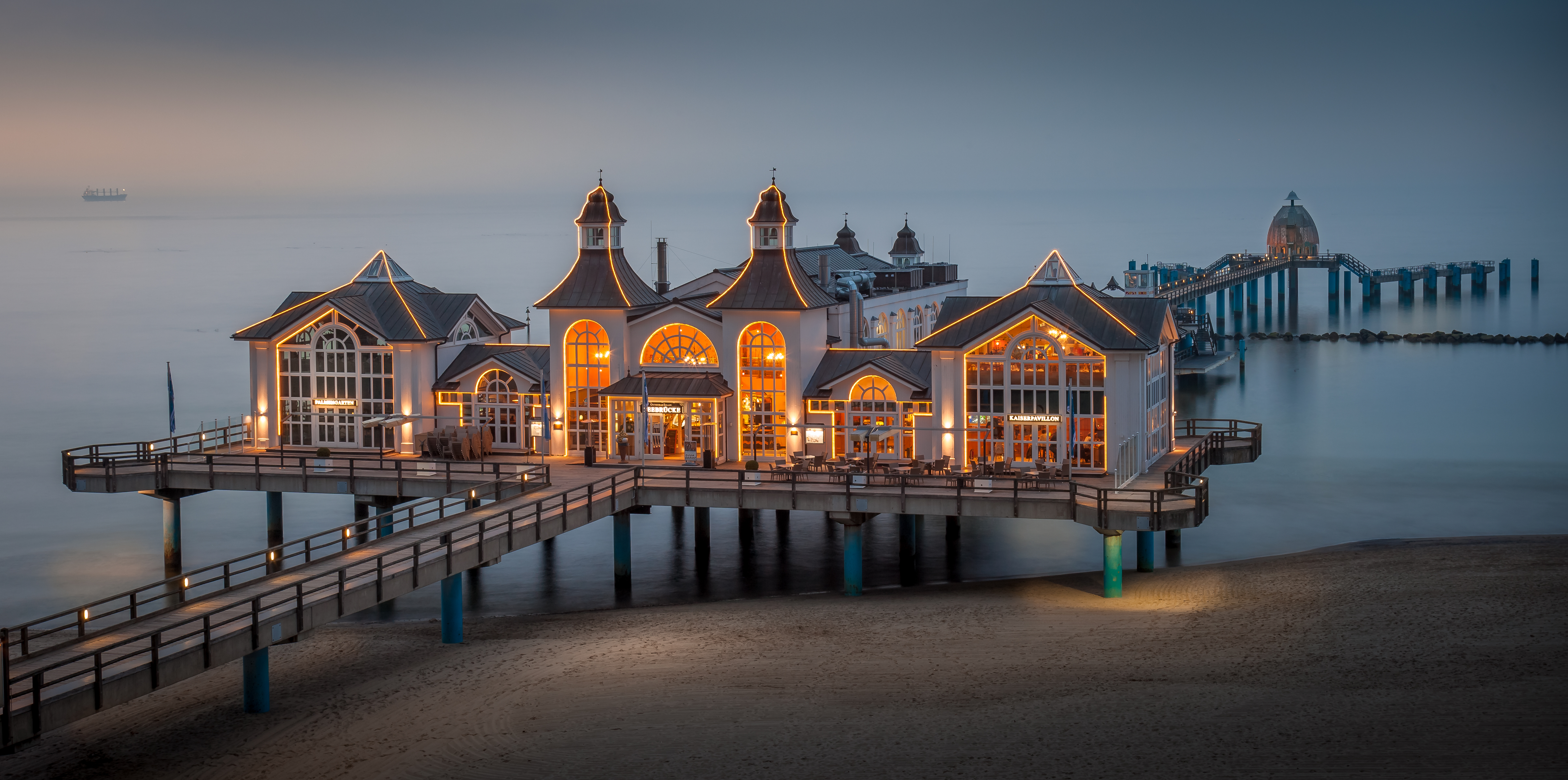
Le pont de la mer à Sellin. Mars 2015.

Sellin est une commune allemande sur l'île de Rügen, dans l'arrondissement de Poméranie-Occidentale-Rügen, Land de Mecklembourg-Poméranie-Occidentale.

## Géographie
Cette station balnéaire est à l'est de la grande forêt côtière de Granitz (de), au bord de la péninsule de Mönchgut (de), sur la mer Baltique, la baie de Greifswald.
Elle regroupe les quartiers de Sellin, Altensien, Moritzdorf, Neuensien et Seedorf.

## Histoire
Le village est mentionné pour la première fois en 1295 sous le nom de "Sellin",.
En 800 env. sous l’empire carolingien (Charlemagne ), des Slaves (Prolabes), migrant du sud de l’Europe de l’Est vers le Nord, en Germanie du Moyen-Âge (Allemagne), installèrent leur campement près d’un ruisseau sur l’île « Rügen », bordant les côtes de la Baltique allemande (Ost See.), où ils se sédentarisèrent et nommèrent leur lieu d'installation « Zelino », (pays vert) en slave.
Au fil des années et des enfants, le ruisseau, fut nommé par les habitants alentour, en langue germaine, (allemande), « Zellinisch beke », (ruisseau de Zelino).
Puis dans le temps, le nom du lieu-dit, slave, « Zelino », se transforma en « Zellin » pour  terminer en « Sellin ».
(Le Z, prononcé (ze) en slave, est prononcé (tse) en germain, = zelino pour les Slaves ou tselino pour les locaux / zellinisch ou tsellinisch / zellin ou tsellin / et zellin devint pour arranger ces deux cultures « sellin », prononcé zelline en slave et en allemand) pour une simple histoire de prononciation. (Le deuxième L, s’inscrit dans la phonétique de la langue allemande.)
Zelino --- Zellinisch - Zellin - Sellin. Seulement possible avec la langue germaine (allemande)…
Voilà donc le nom « Sellin », né en Allemagne, première fois enregistré et répertorié par écrit sur l'île Rügen en 1295. Il provient du mot source slave –Zelino- (Pays Vert) puis par la germanisation du mot, de 800 à 1295.
En 1326, le village appartient à la principauté de Rügen (de) puis au duché de Poméranie. Après les traités de Westphalie en 1648, Rügen fait partie de la Poméranie suédoise. En 1815, elle retourne à la Poméranie prussienne.
En 1880, la station balnéaire est fondée. En 1898, le prince de Putbus confie son développement au marchand Hermann Holtz qui créé le centre de balnéothérapie.
En 1951, le maire Rix est assassiné en plein jour près du presbytère. Malgré une nouvelle enquête en 1989, le crime n'est pas élucidé.
En 1953, comme dans toutes les stations balnéaires en RDA, on expulse et confisque les hôtels particuliers et les pensions. En 1960, le temple est incendié partiellement. En 1978, le comité central du SED construit un centre de convalescence.
Après 1989, de grandes rénovations peuvent être entreprises. En 1992, la jetée (de) est rebâtie et ouverte en 1998. Au sud-est, on construit de nombreux quartiers résidentiels avec des immeubles.

## Personnalités liées à la commune
- Richard Kund (1852-1904), explorateur mort à Sellin.
- Friedrich Arenhövel (de) (1886-1954), écrivain mort à Sellin.

On y passe ses vacances comme Albert Einstein à l'été 1915 et Sophie Taeuber-Arp en 1923.